# Декабристи
Декабристи (рус. Декабристы) били су припадници руског племићког опозиционог покрета, чланови тајних друштава и организатори побуне против царског режима у децембру 1825. године. Име су добили по мјесецу децембру (рус. Декабрь).
Руски официри заједно са 3.000 војника су протестовали против императора Николаја I Павловича, пошто се његов старији брат, велики кнез Константин Павлович одрекао престола. Побуна се одиграла на Сенатском тргу у Санкт Петербургу. Била је сурово угушена од стране императора Николаја I.
Декабристи су били први револуционарни покрет против царске аутократије, чији је програм ишао од укидања кметства све до успостављања републике, ипак се већи део залагао за једну уставну монархију у којој би руски цар имао сличну улогу као на пример британски краљ. Од значаја је било да су револуционари били руски племићи, неки од њих школовани у Француској где су дошли у додир са идејама француске револуције. Један од симпатизера декабриста био је и Пушкин, који у свом роману Евгеније Оњегин директно упућује на њих, иако је имао критички став према њиховим циљевима. После слома устанка депортовани у Сибир, декабристи се тамо дан данас поштују као доносиоци културе и образовања у овом ономад пустом и уназадном делу Русије.

## Сенатски трг
Када је император Александар I Павлович умро 1. децембра 1825, императорска гарда је положила заклетву његовом брату Константину, за којег се претпостављало да ће постати император. Када је велики кнез Константин јавно објавио да се одрекао престола у корист великог кнеза Николаја, чланови Сјеверног друштва су почели дјеловати. Пошто је престоничка војска већ положила заклетву Константину, Сјеверно друштво је организовало тајни састанак на коме су наговарали команданте да не полажу заклетву пред императором Николајем. Вође Сјеверног друштва су изабрале кнеза Сергеја Трубецког за привременог диктатора.
Ујутру, 14. децембра 1825, група официра које је командовала са око 3.000 војника се окупила на Сенатском тргу, која је одбила положити заклетву пред Николајем, и објавила да ће бити лојални Константину и Конституцији (уставу). Они су очекивали да ће им се придружити и други гарнизони стационирани у престоници, али су остали разочарани. Још веће разочарање су доживјели када се кнез Трубецки и његов замјеник пуковник Булатов нису појавили на Сенатском тргу. Након брзог савјетовања, побуњеници су изабрали кнеза Евгенија Оболенског за новог вођу.
Неколико сати је било супротстављено 3.000 побуњеника и 9.000 лојалних јединица стационираних ван зграде Сената, праћено са неколико нехотичних испаљивања хитаца са побуњеничке стране. Такође су били присутни и грађани посматрачи, који су разговарали са побуњеницима али нису били позвани да учествују у побуни од побуњеничких вођа. Нови император Николај Павлович се појавио на Сенатском тргу и послао је грофа Михаила Милорадовича, војног губернатора престонице и војног хероја који је био веома поштован међу редовном војском, да смири побуњенике. Михаил Милорадович је скоро успио да мирно оконча побуну, али га је за вријеме држања говора убио побуњенички официр Пјотр Каховски. У исто вријеме, побуњенички гренадирски вод предвођен поручником Николајем Пановим је успио да уђе у Зимски дворац, али га није могао заузети и повукао се.
Након безуспјешних покушаја да смири побуњенике, император Николај је наредио коњици да појури на њих, али због клизаве подлоге коњица није ништа могла да уради. Император Николај је на крају дана наредио трима артиљеријским групама да пуцају на побуњенике. Побуњеници су покушали да побјегну да би избјегли покољ. Неки су покушали да се прегрупишу на површини смрзнуте ријеке Неве, на сјеверу. Њих је такође закачила артиљеријска ватра, и многи су се удавили у Неви када је лед пукао од артиљеријских хитаца, док су други погинули бацани у њу. Пошто је лојална војска и полиција потукла преостале побуњенике на сјеверу, побуна је угушена.
Побуна је можда доживјела крах због слабе комуникације између војника умијешаних у побуну и побуњеничких вођа. Војницима у Санкт Петербургу је говорено да извикују Константин и Конституција (устав), али за вријеме испитивања много војници су изрекли да су мислили да је Конституција жена великог кнеза Константина. Ово је можда само била гласина, због тога што је Пјотр Каховски писао генералу Левашеву: „Причу коју је чуло Ваше превасходство, да су за вријеме побуне 14. децембра побуњеници узвикивали Живјела Конституција, а након тога питани шта је Конституција, а они одговорили жена Његовог височанства великог кнеза, је нетачна. То је само хумористичка гласина.“

## Суђење
Дана 3. јануара, побуњеници из преосталих тајних друштава су поражени и њихове вође си доведене на суђење у Санкт Петербург. Декабристи су били одведени у Зимски дворац, гдје су били испитивани, суђени и осуђени. Декабристичке вође: Каховски, Павле Пестељ, пјесник Риљејев, Сергеј Муравјев и Михаил Бестужев-Рјумин су објешени. Други декабристи су прогнани у Сибир, Казахстан и Далеки исток.
Када је пет декабриста вјешано десило се нешто неоубичајено. Ужад којима су били завезани су пукла прије него што су умрли. Свјетина је вјеровала да према вјековној традицији сваки осуђени затвореник који преживи вјешање да треба бити ослобођен. Умјесто да ослободи ове затворенике, император Николај је наредио да им се направе нова ужад, и били су објешени поново. Ово је била последња јавна егзекуција у руској царској историји.